# Callipotnia allognota
Callipotnia allognota är en fjärilsart som beskrevs av Louis Beethoven Prout 1916. Callipotnia allognota ingår i släktet Callipotnia och familjen mätare. Inga underarter finns listade i Catalogue of Life.